# Општина Пекеа (Галац)
Пекеа (рум. Pechea) општина је у Румунији у округу Галац.
Oпштина се налази на надморској висини од 91 m.